# Lace and Whiskey
Albums de Alice Cooper
Alice Cooper Goes to Hell
(1976) From the Inside
(1978)
Albums live d'Alice Cooper
- The Alice Cooper Show
(1977)
Singles
1. You and Me
Sortie : 9 mars 1977
2. (No More) Love at Your Convenience
Sortie : 25 mars 1977

Lace and Whiskey est le 10e album studio d'Alice Cooper et le 3e en solo. Il est sorti le 29 avril 1977 sur le label Warner Bros. Records et a été produit par Bob Ezrin.
Rongé par son alcoolisme, Alice Cooper laisse à Bob Ezrin et Dick Wagner la direction des opérations, aidés par de nombreux musiciens de studios. Il délaisse aussi pour la première fois son maquillage pour se faire une tête de détective privé sur la pochette de l'album.

## Album et tournée
Après plusieurs années sous différents personnages sombres et sinistres, Alice Cooper décide d'essayer quelque chose de nouveau et adopte un personnage alcoolique nommé « Maurice Escargot », un personnage fictif que Cooper décrit comme étant un croisement de l'inspecteur Clouseau, Robert Mitchum et d'un parfait idiot. Sur la couverture arrière de l'album Lace and Whiskey, Alice Cooper est photographié en tant que Maurice Escargot. L'album marque la fin avec la collaboration du producteur de longue date, Bob Ezrin, du moins jusqu'en 1983. L'année 1977 est également remarquée par la sortie de l'album Battle Axe, réalisé par les membres originaux d'Alice Cooper, groupe rebaptisé Billion Dollar Babies.
Alice Cooper commence sa tournée en juin 1977 en Amérique du Nord mettant en avant quatre chansons de l'album Lace and Whiskey : It's Hot Tonight, Lace and Whiskey, King of the Silver Screen et la ballade You and Me. La tournée nord-américaine est programmée durant l'été 1977 (King of the Silver Screen Tour) et l'été 1978 (School's Out for Summer), elle se conclut le 2 septembre 1978 à Grand Forks. En dehors du titre It's Hot Tonight, qui a été joué lors des tournées Brutal Planet Tour en 2001 et Psychodrama Tour en 2007-2009, aucune chanson de l'album n'a été interprétée depuis la fin de la tournée de l'album Flush the Fashion en 1980.
Après la tournée promotionnelle de l'album, Alice Cooper entrera en cure de désintoxication pour soigner son alcoolisme. Certains musiciens de Cooper ont par la suite joué sur le premier album solo de Peter Gabriel, soit les guitaristes Steve Hunter et Dick Wagner, le bassiste Tony Levin qui devint un membre régulier de son groupe en solo, le batteur Allan Schwartzberg ainsi que le percussionniste Jim Maelen, le claviériste Jozef Chirowski et le producteur Bob Ezrin.

## Réception
Aux États-Unis, l'album se classe à la 42e position au Billboard 200 la semaine du 2 juillet 1977 et reste classé durant 16 semaines. En Europe, Lace and Whiskey se positionne 33e au Royaume-Uni et 43e en Suède. L'album se classe également en Nouvelle-Zélande, à la 32e position.

## Liste des titres
Toutes les pistes par Alice Cooper, Bob Ezrin et Dick Wagner, sauf indications.
| 1. | It’s Hot Tonight                       | 3:21 |
| 2. | Lace and Whiskey                       | 3:14 |
| 3. | Road Rats                              | 4:51 |
| 4. | Damned If You Do                       | 3:14 |
| 5. | You and Me (Alice Cooper, Dick Wagner) | 5:07 |

| 6.  | King of the Silver Screen          | 5:35 |
| 7.  | Ubangi Stomp (Charles Underwood)   | 2:12 |
| 8.  | (No More) Love at Your Convenience | 3:49 |
| 9.  | I Never Wrote Those Songs          | 4:34 |
| 10. | My God                             | 5:40 |

## Personnel
- Alice Cooper : chant
- Dick Wagner : guitares, chœurs
- Steve Hunter : guitares
- Babbit : basse
- Tony Levin : basse (titres 2, 4 & 7)
- Prakash John : basse sur Road Rats
- Allan Schwartzberg : batterie, percussion
- Jim Gordon : batterie, percussion (titres 3, 4 & 10)
- Jim Maelen : percussion, chœurs
- Bob Ezrin : claviers, chœurs
- Jozef Chirowski : claviers
- Al MacMillan : piano sur I Never Wrote Those Songs
- Al Kooper : piano sur Damned If I Do
- Ernie Watts : saxophone ténor et clarinette
- Venetta Fields, Julia Tillman et Lorna Willard : chœurs sur (No More) Love At Your Convenience
- Douglas Neslund And The California Boy's Choir : chœurs

## Charts
Album
| Pays                                 | Durée du classement | Meilleure position | Réf    |
| ------------------------------------ | ------------------- | ------------------ | ------ |
| États-Unis (Billboard 200)           | 16 semaines         | 42e                | [ 8 ]  |
| Canada (RPM Top albums)              | 17 semaines         | 27e                | [ 13 ] |
| Royaume-Uni (OCC)                    | 3 semaines          | 33e                | [ 10 ] |
| Suède (Sverigetopplistan)            | 2 semaines          | 43e                | [ 11 ] |
| Nouvelle-Zélande (Recorded Music NZ) | 2 semaines          | 32e                | [ 12 ] |

Singles
| Année | Single                             | Chart              | Durée du classement | Position |
| ----- | ---------------------------------- | ------------------ | ------------------- | -------- |
| 1977  | You and Me                         | Hot 100            | 21 semaines         | 9e       |
| 1977  | You and Me                         | Adult Contemporary | 10 semaines         | 23e      |
| 1977  | You and Me                         | RPM Top Singles    | 21 semaines         | 3e       |
| 1977  | You and Me                         | Top 100            | 6 semaines          | 45e      |
| 1977  | You and Me                         | RMNZ Singles Top40 | 10 semaines         | 21e      |
| 1977  | (No More) Love at Your Convenience | UK Singles Chart   | 2 semaines          | 44e      |